# جينس ناسينس
جينس ناسينس (1 أبريل 1991 ببلجيكا - ) هو لاعب كرة قدم بلجيكي في مركز الهجوم. شارك مع منتخب بلجيكا تحت 21 سنة لكرة القدم. أما مع النوادي، فقد لعب مع رويال أنتويرب وزولته فاريجيم وكيه في ميخيلين.

## روابط خارجية
- جينس ناسينس على موقع الاتحاد البلجيكي (الإنجليزية)
- جينس ناسينس على موقع قاعدة بيانات كرة القدم.إي يو (الإنجليزية)
- جينس ناسينس على موقع Soccerway.com (الإنجليزية)
- جينس ناسينس على موقع AS.com (الإسبانية)